# 工藤隆治
工藤 隆治（くどう りゅうじ、1878年（明治11年）8月5日 – 1966年（昭和41年）12月7日）は、日本の海軍軍人、政治家。徳島市長。最終階級は海軍主計大佐。

## 経歴
徳島県麻植郡西尾村（現在の吉野川市）出身。1906年（明治39年）、東京帝国大学法科大学政治科を卒業。海軍に入って、中主計、大主計、主計少監、主計中監、主計大佐と累進し、海軍省経理局第二課長・海軍大学校教官、広海軍工廠会計部長を歴任した。1924年（大正13年）、予備役編入。
1928年（昭和3年）、東京市主事・商工課長に就任。1932年（昭和7年）に品川区長となり、1936年（昭和11年）からは下谷区長を務めた。
1937年（昭和12年）、徳島市長に選出され、1941年（昭和16年）まで在任した。
その後、公職追放となり、日本製靴株式会社顧問を務めた。